# 小八里坌 (八里區)
小八里坌，是台灣新北市八里區的一個地名，也是全區行政中心所在地，位於該區中部，範圍包括埤頭里、頂罟里、舊城里、荖阡里、訊塘里。

## 歷史
台灣清治末期至日治前期，小八里坌地區為一街庄，稱為「小八里坌庄」，隸屬於八里坌堡。該庄東北隔淡水河與沙崙庄為鄰，東與大八里坌庄為鄰，南邊為觀音坑庄、五股坑庄，西邊為下罟仔庄，北邊臨海。
1920年（日治大正九年），該庄改制為「小八里坌」大字，隸屬於臺北州新莊郡八里庄，大字下有「訊塘埔」、「埤子頭」、「埪子尾」、「楓櫃斗湖」、「十三行」、「舊城」、「松子腳」、「荖阡坑」、「廈竹圍子」、「中」小字名。戰後八里庄改制為八里鄉，隸屬於臺北縣，大字亦改制為村。2010年12月臺北縣改制為新北市，八里鄉改制為八里區，村改制為里。

## 交通
省道台15線（中華路一段至三段、商港路、中山路三段）是小八里坌地區的重要道路，往東轉南可在關渡橋連接省道台2乙線、縣道103號，往西南可前往林口、及桃園市、新竹縣市的沿海地區。縣道105號（中山路一至二段、訊塘路、中華路三段）也是本地區主要道路，往東可前往大崁腳，往西南可前往林口、龜山。

## 學校
- 八里國中
- 八里國小

## 公共設施
- 十三行博物館
- 十三行文化公園
- 臺北港（1990年代人工填海建成）

## 廟宇
- 漢民祠（廖添丁廟）